# سانتي فييا
سانتي فييا (بالإسبانية: Santi Villa)‏ (5 أغسطس 1982 بليناريس في إسبانيا - ) هو لاعب كرة قدم إسباني في مركز جناح ‏. لعب مع ريال خاين ولوغرونيس ونادي أوريويلا ونادي أونتينيينت ونادي بادالونا ونادي بونتيفيدرا ونادي غرناطة ونادي كالاهورا ونادي توريفايخا ‏ وأتلتيكو مدريد ج وCF Atlético Ciudad ‏ وACD San Marcial ‏ وCD Corralejo (1975) ‏ وCD Quintanar del Rey ‏ ونادي كاسيرينو وReal Balompédica Linense ‏.

## روابط خارجية
- سانتي فييا على موقع قاعدة بيانات كرة القدم.إي يو (الإنجليزية)
- سانتي فييا على موقع Soccerway.com (الإنجليزية)
- سانتي فييا على موقع AS.com (الإسبانية)